# Обервајс
Обервајс (њем. Oberweis) општина је у њемачкој савезној држави Рајна-Палатинат. Једно је од 235 општинских средишта округа Ајфелкрајс Битбург-Прим. Према процјени из 2010. у општини је живјело 543 становника. Посједује регионалну шифру (AGS) 7232099.

## Географски и демографски подаци
Обервајс се налази у савезној држави Рајна-Палатинат у округу Ајфелкрајс Битбург-Прим. Општина се налази на надморској висини од 250 метара. Површина општине износи 9,7 km². У самом мјесту је, према процјени из 2010. године, живјело 543 становника. Просјечна густина становништва износи 56 становника/km².